# Dania na Letnich Igrzyskach Olimpijskich 2004
 Danię  na  XXVIII Letnich Igrzyskach Olimpijskich w Atenach  reprezentowało 92 sportowców (48 mężczyzn, 44 kobiety). Zdobyli oni osiem medali i uzyskali z tym wynikiem 37. miejsce w klasyfikacji medalowej.

## Medale
| medal | zawodnik | dyscyplina    |
| ----- | --- | ------------- |
|       | Louise Bogar Due, Karin Ornhoj Mortensen, Rikke Poulsen Schmidt, Rikke Skov, Henriette Ronde Mikkelsen, Mette Vestergaard, Rikke Horlykke, Camilla Ingemann Thomsen, Lotte Kierskou, Trine Jensen, Katrine Fruelund, Kristine Andersen, Karen Brodsgaard, Line Fruensgaard, Josephine Touray | piłka ręczna  |
|       | Thor Kristensen, Thomas Ebert, Stephan Molvig, Eskild Ebbesen | Wioślarstwo   |
|       | Jens Eriksen, Mette Schjoldager | Badminton     |
|       | Signe Livbjerg | Żeglarstwo    |
|       | Dorte Jensen, Helle Moller Jespersen, Christina Borregaard-Otzen | Żeglarstwo    |
|       | Wilson Kipketer | Lekkoatletyka |
|       | Joachim Olsen | Lekkoatletyka |
|       | Michael Maze, Finn Tugwell | Tenis stołowy |